# Nationaal park Serra da Cutia
Nationaal park Serra da Cutia is een nationaal park in Brazilië in de staat Rondônia bij de grens met Bolívia. Het gebied bestaat uit tropisch regenwoud, de oppervlakte is 283.611 hectare. het is gesticht in 2001. 
Het is in beheer bij het Instituto Chico Mendes de Conservação da Biodiversidade (ICMBio).